# Rechthalten
Rechthalten (en francés Dirlaret) es una comuna suiza del cantón de Friburgo, situada en el distrito de Sense. Limita al norte con la comuna de Sankt Ursen, al este con Brünisried, al sur con Plaffeien y Plasselb, al suroeste con Giffers, y al oeste con Tentligen. 

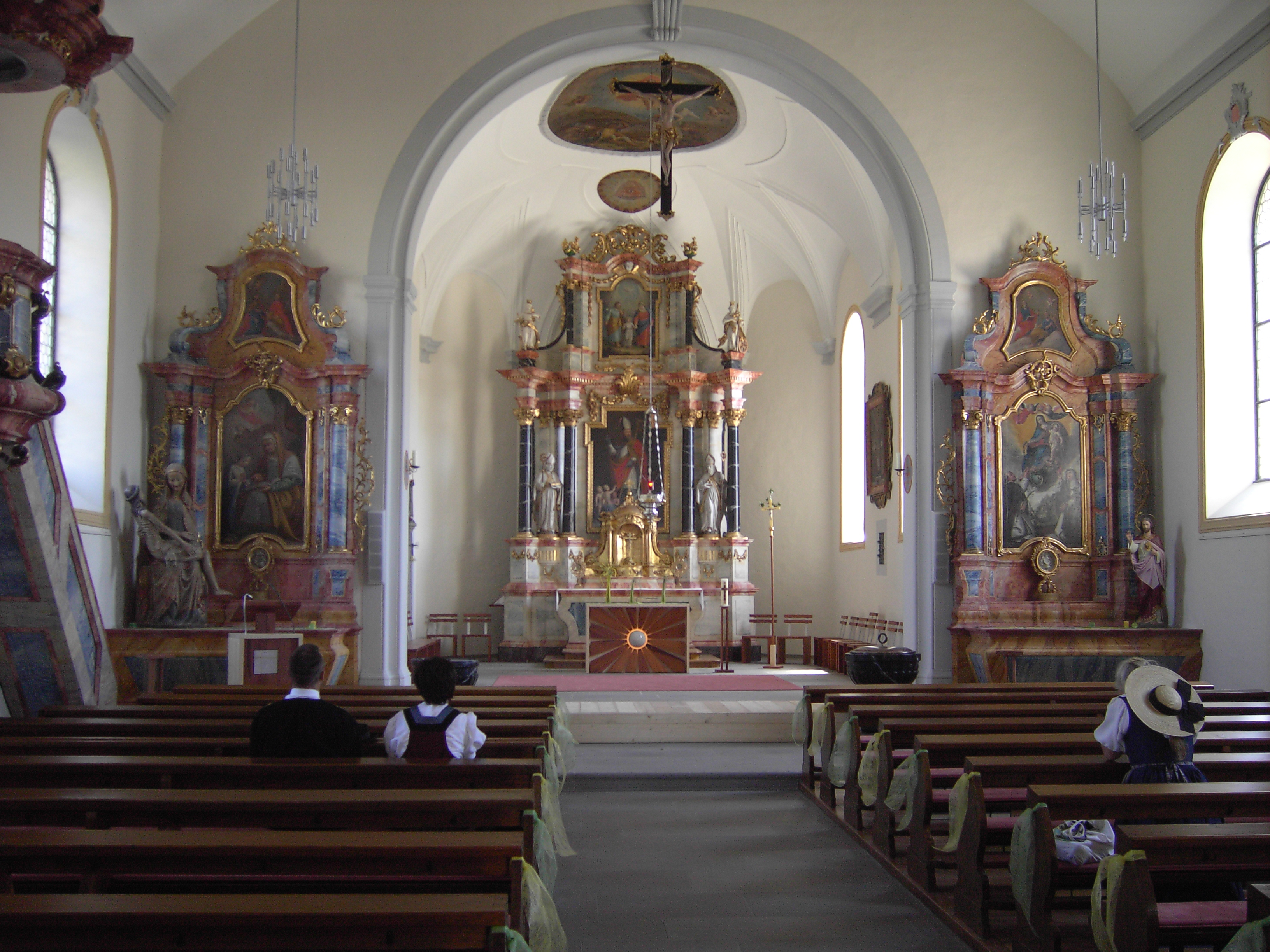
Interior de la iglesia católica de Rechthalten.